# Sáránd
Sáránd é um município da Hungria, situado no condado de Hajdú-Bihar. Tem 22,68 km² de área e sua população em 2015 foi estimada em 2.225 habitantes.